# Joanne van Lieshout
Pour les articles homonymes, voir van Lieshout.
Joanne van Lieshout, née le 8 novembre 2002 à Lierop, est une judoka néerlandaise.

## Biographie
Elle participe au Festival olympique de la jeunesse européenne en juillet 2019 où elle remporte la médaille d'or dans sa catégorie des –‍63 kg. En junior, elle remporte le titre de championne du monde aux édition 2021 à Olbia et édition 2022 à Guayaquil.
En octobre 2022, Joanne van Lieshout réalise son premier podium lors d'un tournoi du Grand Chelem en terminant troisième du tournoi d'Abu Dhabi. Aux Championnats du monde 2023 à Doha, van Lieshout bat la Hongroise Szofi Özbas en quarts de finale et perd contre la Slovène Andreja Leški en demi-finale. Avec une victoire sur la Mexicaine Prisca Awiti, la Néerlandaise décroche une médaille de bronze. Lors de la saison 2023, elle monte à deux reprises sur un podium de tournoi de grand chelem avec la médaille de bronze (Astana et Tokyo).
Aux Championnats d'Europe 2024 à Zagreb, elle remporte sa demi-finale contre la croate Katarina Kristo avant de s'incliner contre la tchèque Renata Zachová en finale. Un mois plus tard, aux Championnats du monde à Abu Dhabi, elle bat la Canadienne Catherine Beauchemin-Pinard en demi-finale puis décroche un titre avec une victoire finale sur la Polonaise Angelika Szymańska. Lors de la saison 2024, elle obtient également deux médailles de bronze en tournoi de Grand chelem (Bakou et Tbilissi).

## Palmarès

### Compétitions internationales
| Année | Compétition           | Lieu      | Résultat | Catégorie      |
| ----- | --------------------- | --------- | -------- | -------------- |
| 2023  | Championnats du monde | Doha      | 3e       | Moins de 63 kg |
| 2024  | Championnats d'Europe | Zagreb    | 2e       | Moins de 63 kg |
| 2024  | Championnats du monde | Abou Dabi | 1re      | Moins de 63 kg |
| 2025  | Championnats d'Europe | Podgorica | 3e       | Moins de 63 kg |

### Masters mondial, Tournois Grand Chelem et Grand Prix
| Année | Compétition  | Lieu      | Résultat | Catégorie      |
| ----- | ------------ | --------- | -------- | -------------- |
| 2022  | Grand Prix   | Almada    | 1re      | Moins de 63 kg |
| 2022  | Grand Chelem | Abu Dhabi | 3e       | Moins de 63 kg |
| 2023  | Grand Chelem | Astana    | 3e       | Moins de 63 kg |
| 2023  | Grand Chelem | Tokyo     | 3e       | Moins de 63 kg |
| 2024  | Grand Chelem | Bakou     | 3e       | Moins de 63 kg |
| 2024  | Grand Prix   | Linz      | 1re      | Moins de 63 kg |
| 2024  | Grand Chelem | Tbilissi  | 3e       | Moins de 63 kg |